# Quercus gambleana
Quercus gambleana — вид рослин з родини букових (Fagaceae), поширений у Китаї, Бангладеш, Ассамі.

## Опис
Дерево до 20 метрів заввишки. Гілочки спочатку вовнисті, стають голими, з численними, піднятими, коричневими сочевичками. Листки довгасто-еліптичні або еліптично-ланцетні, 12–20 × 2.5–5 см; верхівка загострена; основа округла або широко клиноподібна; край пилчастий; низ густо-вовнистий зі зірчастими волосками; ніжка листка сірувато зірчасто вовниста, 3–4 см. Цвітіння: квітень — травень. Жолуді від яйцеподібних до еліпсоїдних, у діаметрі 15 мм, у довжину 20 мм; чашечка охоплює 1/2 горіха, у довжину 10 мм, у ширину 15–18 мм, з 5–7 концентричними кільцями; дозрівають у перший рік.

## Середовище проживання
Поширення: Південно-Західний Китай (Гуйчжоу, Хубей, Сичуань, Юньнань, Сіцан), Індія — Ассам, Бангладеш. Росте на висотах від 1100 до 3000 метрів.